# Пасос Канки, Висенте
Висенте Пасос Канки (исп. Vicente Pazos Kanki), урождённый Висенте Пасос Паласиос (Palacios; 3 октября 1779, Ананея, Верхнее Перу, Виррейнато-дель-Рио-де-ла-Плата, нынешняя территория Боливии, — 1852, Буэнос-Айрес, Аргентина) — боливийский священник, публицист, писатель, журналист, историк, дипломат, революционер, участвовавший в аргентинской и боливийской политике, включая Войну за независимость латиноамериканских колоний.
Издатель радикальных газет, плодовитый автор и переводчик на испанский и аймарский языки, видный деятель южноамериканского освободительного движения. Много лет провёл за рубежом, представлял латиноамериканских революционеров в Вашингтоне, состоял в недолговечном правительстве пиратской республики остров Амилия, был консулом Боливии в Великобритании в 1829—1830 и 1842—1845 годах.

## Биография

### Происхождение и образование
Выходец из уважаемой семьи коренного населения в Верхнем Перу (ныне Боливия) — его родителями были Буэнавентура Пазос и Сесилия Паласиос.
Он учился у приходского священника своего города, позже его отправили во францисканскую семинарию в городе Ла-Пас, где он изучал теологию, философию, испанский и латынь, и Доминиканскую семинарию Сан-Антонио-Абад в Куско, где в течение семи лет он изучал риторику, философию и теологию, получив диплом в 1804 году со степенью «доктора священного богословия».
Став доктором богословия, он разочаровался в традиционном образовании и обратился к европейскому и североамериканскому Просвещению (в частности, перевёл Томаса Пейна на испанский). Начав свою деятельность, Пасос Канки проповедовал идеи освобождения от испанского ига. Некоторое время он жил в Чукисаке, а затем путешествовал через Сальту, Тукуман и Кордову.

### Майская революция

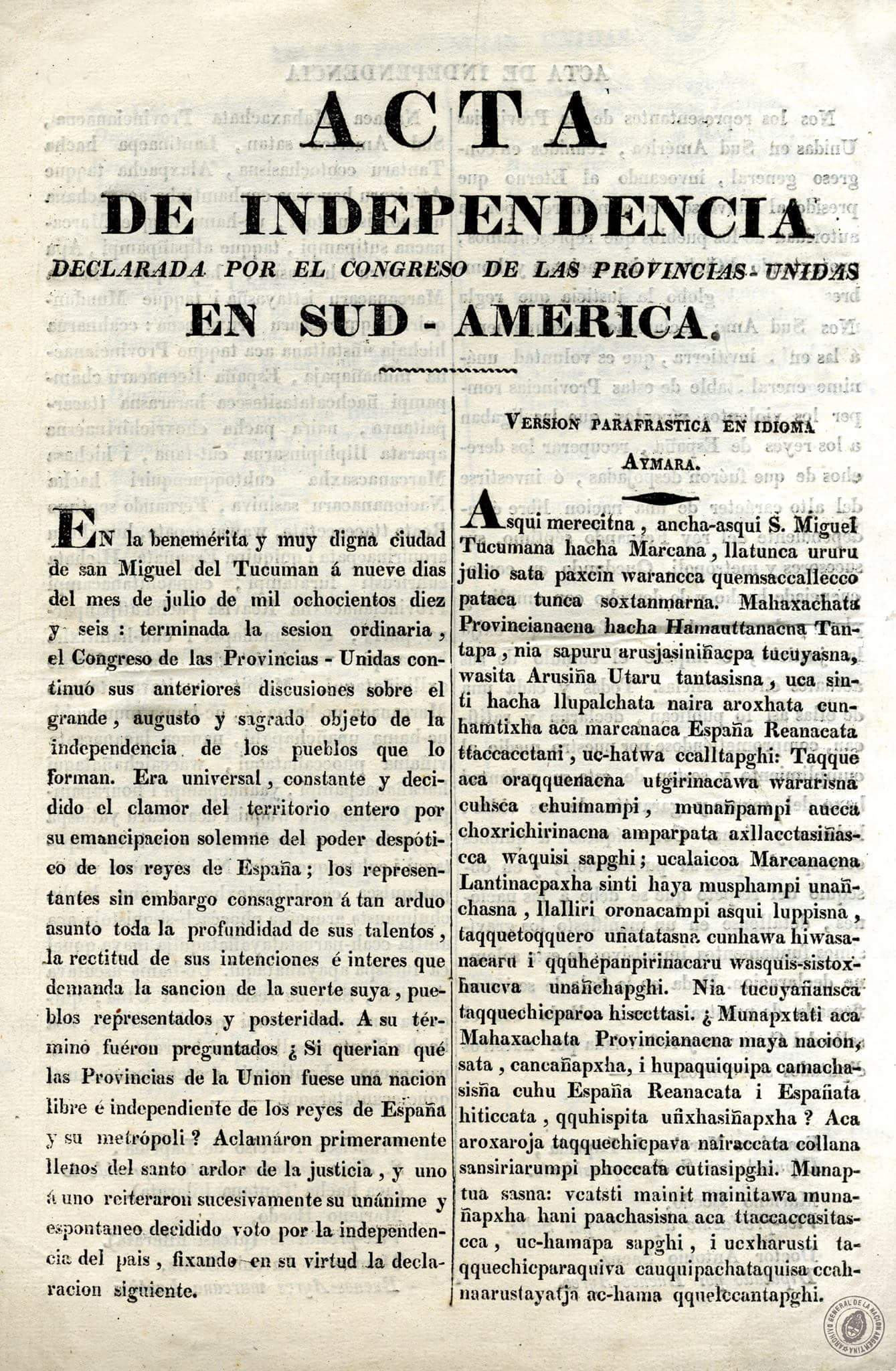
Декларация независимости Аргентины с выполненным Пасосом Канки переводом на аймара

В конце 1809 года был в Буэнос-Айресе, а в следующем году поддержал Майскую революцию. Он присоединился к сторонникам Мариано Морено и Мануэля Бельграно. С ноября следующего года он усердно писал для официальной газеты Gazeta de Buenos Ayres. Он поддерживал партию Бернардино Ривадавиа, а следовательно, и Первый Триумвират. Он редактировал и другую газету El Censor.
Когда в октябре 1812 года режим пал, он счел целесообразным бежать в Лондон. Он прожил там четыре года, сообщая британскому министерству иностранных дел все, что ему известно о политической эволюции Аргентины, и поддерживал тесные контакты с Мануэлем де Сарратеа, послом в этой столице.
Вернулся в Буэнос-Айрес в 1816 году, открыв типографию, из которой почти одновременно выходили две газеты, одна откровенно республиканская, а другая конституционно-монархическая. Первой была La Crónica Argentina, которую вёл сам Пасос Канки, второй — El Observador Americano доктора Мануэля Антонио Кастро, согласно Бартоломе Митре в его «Historia de Belgrano». Будущий президент, отец аргентинской историографии и переводчик «Божественной комедии», добавляет, что, несмотря на товарищеские отношения между двумя редакторами, La Crónica Argentina была первой, кто открыл резкую полемику насчёт будущего политического устройства, высоко подняв республиканское знамя. Канки саркастично и с интеллектуальной утонченностью высмеивал самоё популярное предложение сторонников латиноамериканской монархии — короновать потомка инков. Его издание также опубликовало переведённый им текст Декларации независимости на языке аймара.

### Изгнание
В 1817 году он присоединился к противникам Пуэйрредона вместе с Мануэлем Морено и Педро Хосе Агрело, сторонниками Мануэля Доррего. По приказу Пуэйрредона в феврале 1817 года он был изгнан из страны, и в итоге они встретились с Доррего в Балтиморе, США. Вместе с венесуэльским юристом Педро Гуалем он отвечал за разработку конституции недолговечной Республики Флорида после того, как группа революционеров заняла остров Амилия в июне 1817 года. Вернувшись в Балтимор, он опубликовал свои «Письма о Соединённых провинциях» (Cartas sobre las Provincias Unidas), сразу же переведенные на английский, русский и французский языки. Позже он жил в Лиссабоне, Мадриде, Париже и снова в Лондоне. В этом городе он провел большую часть остатка своей жизни.
В 1825 году он редактировал в Париже «Компендиум истории Соединённых Штатов» (Compendio de la Historia de los Estados Unidos). Позже он перевёл и отредактировал для Библейского общества Евангелие от Марка на языке аймара (по другим сведениям, кечуа). При этом в плане вероисповедания перешёл из католицизма в англиканскую веру.
В 1829 году президент Боливии маршал Андрес де Санта-Крус назначил его послом в Лондоне, и он сохранял эту должность до падения первого в 1838 году. Он заключил союз между своей страной и Великобританией, что сделало английское влияние в Перу сильнее, чем когда-либо, и он опубликовал договор, защищающий образование Конфедерации Перу-Боливии.
В те годы он редактировал свои «Историко-политические мемуаров» (Memorias Histórico Políticas, 1834). Впрочем, это были не собственно мемуары, а обширное изложение истории Испании, открытия и завоевания Америки.

### Возвращение в Буэнос-Айрес
Он вернулся в Буэнос-Айрес в 1849 году, посвятил себя изданию небольшой франкоязычной книги и зарабатывал на хлеб книготорговлей. Он представил в полицейское управление отчёт, в котором отстаивал необходимость создания искусственного порта для Буэнос-Айреса, строительства железной дороги, улучшения снабжения питьевой водой, отвода дождевой воды и даже государственного кредита. Проблема, которую он не предвидел, заключалась в том, что для прогресса почти во всех этих областях не хватало денег. Его последней публикацией в прессе было сообщение о судоходстве реки Амазонки и возможной добыче золота из нескольких её притоков.
Он умер в Буэнос-Айресе, предположительно в 1852 году. Его смерть осталась совершенно незамеченной, возможно, из-за различных политических и военных кризисов, которые пережил город в том году: битва при Касеросе, апрельские сессии, революция 11 сентября 1852 года и осада города, начавшаяся в декабре.